# Съществително име
Съществителното име, наричано понякога за краткост само съществително (лат. субстантив), е част на речта, която означава конкретно или отвлечено понятие. Съществителното име означава лице или предмет в най-общ смисъл. Съществителното име е тази част на речта, с която се назовават феномените на човешкото познание. Номинативната му функция го прави пригодно да назовава всичко – лица, животни, растения, неодушевени предмети, отвлечени понятия.
Като част на изречението съществителното име може да бъде подлог, допълнение, несъгласувано определение, обстоятелствено пояснение или приложение. Например в изречението
„Иван написа писмо на баба си.“
съществителното име Иван е подлог, а писмо и баба са съответно пряко и непряко допълнение.
За разлика от местоименията, съществителните образуват отворена лексикална категория – допустима е появата на нови съществителни чрез съчетаване на съществуващи думи, словообразуване, заемане от други езици и т.н.
В различните езици съществителните могат да се изменят в зависимост от отношението си към някои граматически категории: определеност, падеж, род, число.

## Видове

### Според назоваваното
За разлика от глагола, който назовава извършването на определено действие и отговаря на въпроса „Какво прави?“, съществителното име е част на речта, която именува предмет, явление, лице, представител на животинския или растителния свят и отговаря на въпроса „Какво е това?“. Според вида и обхвата на предмета или явлението, което назовават, съществителните имена се делят на различни групи.
Част от съществителните имена са думи, които се отнасят до определени, конкретни предмети, като стол, ябълка, Мария, които могат да се пипнат, видят или чуят. Те се наричат конкретни съществителни. Втората група съществителни – абстрактни, или още отвлечени, назовават идеи, абстрактни понятия или нематериални неща напр. свобода, справедливост и т.н.
Съществителни умалителни имена
Със съществителните умалителни имена се назовават малки предмети или се изразява чувство на симпатия.
Примери: ушенце, Лилинце, чайче.

#### Съществителни нарицателни имена
Съществителните нарицателни  назовават група еднородни явления и същевременно конкретното явление. Т.е. са названия на понятията. Може да се нарекат още общи съществителни имена: мисъл, дърво, писател, смелост и други.
В българския език нарицателните имена се пишат с малка начална буква.

#### Съществителни собствени имена
Съществителните собствени имена назовават отделни лица, животни, обекти или абстрактни явления. Те не се свързват с понятие, а принадлежат на единични явления, поради което може да се нарекат частни съществителни имена. Те биват:
- повторяеми – имена на лица (Иван, Мария), животни (Шаро), институции и др.
- неповторяеми – най-често географски понятия (Азия) и прозвища (Дякона).

Наблюдават се случаи, в които нарицателните съществителни имена преминават в собствени и обратно: вяра – Вяра, надежда – Надежда, Кулон – кулон.
В българския, английския и в други езици съществителните собствени имена се пишат с начална главна буква, за да се различават от другите думи по-лесно и бързо. В писмения немски език съществителните имена без изключение започват с главна буква, независимо дали са нарицателни или собствени.

#### Примери
- България (съществително собствено име, за кратко с.с.и.) е държава (съществително нарицателно име, за кратко с.н.и.) на Балканския полуостров (с.н.и.)
- Иван (с.с.и.) стана от масата (с.н.и.) и отиде да плати сметката. (с.н.и.)
- Калина (с.с.и.) е име (с.н.и.) на момиче (с.н.и.)

### По произход
За първични се считат онези съществителни имена, които не са произлезли от други думи или връзката сега не е видна. Такива са хляб, мъж.
За разлика от тях производните съществителни са произведени от други съществителни, прилагателни или глаголи, напр. съотв. овчар, вялост, ученик. Особена група в последните са отглаголните съществителни, които означават процеса на извършване на дадено действие.

### Прости и сложни
Съществителни като Ботевград са сложни, защото имат повече от една коренна морфема.
За разлика от тях простите Ботев и град се състоят от корен и наставка или само корен.

## Граматически категории

### Род (Именен клас)
Именните класове са големи групи от съществителни, принадлежността към които оказва влияние върху формата на свързаните със съществителното думи. Всяко съществително принадлежи към един именен клас.
Именните класове в индоевропейските и някои други езици обикновено се наричат родове. В повечето от тези езици, включително в българския, има три рода: мъжки, женски и среден. В някои езици родовете са само два. Мъжкият и женският граматически род приблизително съответстват на биологичния пол на назования обект, когато той има такъв, макар че има и изключения: например, думата „момиче“ е в среден род на български и немски („Mädchen“) и в мъжки род на ирландски („cailín“). Съществителните, назоваващи безполови обекти, могат да имат произволен род, като най-често определящи са символични подобия в значението или морфологични сходства.
В някои езици съществуват и други именни класове, освен класическите родове. В повечето славянски езици съществителните в мъжки род допълнително се разграничават на одушевени и неодушевени, а в полския език одушевените съществителни в мъжки род се разделят на лични и безлични. В баския език има само два класа: за одушевени и неодушевени предмети. В повечето кавказки езици има четири класа: мъжки, женски, за одушевени същества и за останалите съществителни. Много нигер-конгоански езици имат силно усложнена система от именни класове, например в езика луганда те са десет, а в суахили има осемнайсет именни класа.
В много езици, някои от които с голямо разпространение, именни класове напълно отсъстват. Сред тях са китайският и японският език, алтайските езици (включително турският), бенгалският, унгарският, филипинският, арменският, грузинският, индонезийският, персийският и виетнамският език. В английския език има само остатъци от система на именни класове, запазена главно при някои местоимения.

### Число
С категорията число се изразява броят на назованите обекти. В зависимост от числото съществителното може да се изменя, най-често с добавяне на окончание, а често с числото се съгласуват и думите, отнасящи се до съществителното. В повечето езици, в които присъства категорията число, включително българския, съществуват две числа: единствено (за единични предмети) и множествено (за повече от един предмет).
Примери:
Единствено число: „дърво“, „автобус“.
Множествено число: „дървета“, „автобуси“.
Разделянето на единствено и множествено число не е единственото възможно. В много семитски езици се използва двойствено число, означаващо два предмета. Смята се, че в индоевропейския праезик също е имало двойствено число. То е известно от няколко мъртви днес езика, като санскрит, старогръцкия и готския език, съществувало е в старобългарския език, а в съвременните индоевропейски езици е запазено при исландския и словенския език.
По подобен начин, макар и много по-рядко, някои езици използват тройствено число (някои австронезийски езици, като толомако, лихирският и манамският език). Няма сведения за съществуването в естествените езици на особени форми за назоваване на определен брой предмети, когато този брой е по-голям от три.
В някои езици определени съществителни имат колективно и сингулативно число. В този случай основната дума описва даден клас предмети (на арабски: حجر, „камъни“; на руски: лёд, „лед“), а производната – конкретен представител на класа (на арабски: حجرة, „отделен камък“; на руски: льдина, „парче лед“). Колективната форма напомня български съществителни от рода на „ориз“, описващи изброим клас предмети, но в българския няма механизъм за образуване на сингулативната форма, а се използват описателни фрази като „зърно ориз“.
В отделни езици, като хопския и валпирския, както и при някои арабски съществителни, се използва паукално число – то обозначава малък брой обекти за разлика от множественото число, при което обектите са много. Дистрибутивното число, използвано например в навахския език, се използва за множество обекти, но разглеждани като независими индивидуалности.

### Определеност
Съществителните имена в някои езици, между които и българския, имат категория определеност. В българския език названията на определените обекти се членуват, както следва:
м.р – пълен член: -ът, -ят; непълен член: -а, -я;
ср.р. – -то;
ж.р. – -та.

### Падеж
С граматическата категория падеж се означава синтактичната роля на съществителното.
Различните езици съдържат различен брой падежи. Например в руския език има шест падежа, в немския език те са четири, в старобългарския език са били седем, а в съвременния български език няма падежи, ако не се броят някои остатъци при местоименията. Запазила се е (макар също в упадък) т.нар. звателна форма на имената, която някога е представлявала отделен падеж, наречен звателен падеж, и преосмислена като звателна форма след разпадането на падежната система.
Звателните форми в българския език се използват при обръщения. Падежните окончания са -е и -о, а за мъжки род и -ю. При образуване на формите понякога се изпускат или преобразуват звукове. Окончанието -о се йотува след гласна, тоест става -йо. Когато основната форма в единствено число завършва на -я, мекостта се запазва в звателната форма и тя завършва на -ьо.
Примери:
- Мъжки род: мъжо, Стефане, Петре, Иване, Димитре, Викторе, ученико, учителю, спасителю, боже, старче, сине, синко, брате, братко, шахматисте, приятелю, ветре, съдийо, войводо, славею, вълко, куме, свате, дяволе.
- Женски род: жено, майко, мамо, бабо, лельо, родино, приятелко, Елено, Лиляно, Стефано, Боряно, Марийо, Пенке, Марийке, Сийке, сестро, како, горо, водо, луно, земьо, ламьо, гарго, природо, свободо, царкиньо, душо, душице, кумице.
- При имената от ср.р. ед.ч. (напр. коте, магаре, животно) звателната форма съвпада с основната. Същото важи за имената от м.р.ед.ч. с окончание -о или -е (чичо, дядо, бате, батко, тате, татко), както и за имената в множествено число от всички родове (мъже, жени, деца, приятели, колеги, ученици). При мъжки собствени имена, завършващи на гласна (Георги, Гошо, Пешо, Тошо, Митко), звателната форма също съвпада с основната. Това важи и за женски собствени имена, завършващи на -и (Лили, Мими).
- Чужди собствени имена (Майкъл, Жак), непригодени към българската фонетична система, нямат звателна форма.
- Звателната форма на Господ е Господи.

При образуване на звателна форма ударението поначало не се мести. Само при имената от женски род, завършващи на ударено -а или -я в единствено число, ударението се мести напред, така че да не пада на окончанието.